# Peter Thomsen
Pour les articles homonymes, voir Thomsen.
Peter Thomsen, né le 4 avril 1961 à Flensbourg, est un cavalier allemand de concours complet d'équitation, médaillé d'or par équipe aux Jeux olympiques de 2008 ainsi qu'aux Jeux olympiques de Londres en 2012.